# 北田正平

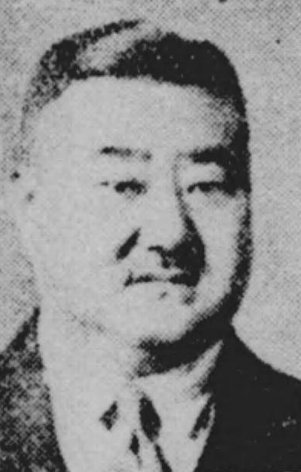
北田正平

北田 正平（きただ まさひら、1881年（明治14年）5月20日 - 1939年（昭和14年）2月27日）は、日本の弁護士、政治家。衆議院議員（千葉県第三区選出、当選1回）。

## 経歴
東京府の弁護士北田正董の三男として生まれる。1906年（明治39年）、京都帝国大学法科大学英法科を卒業し、南満州鉄道株式会社に入社した。長春駅長などを務めた後、山東鉄道に聘せられ、運輸部長をつとめたが、1917年（大正6年）に辞した。
その後、満州で東亜貿易公司主となり、北満及び南満地方貿易業を創めた。また鉱山業に従事した。1927年（昭和2年）に弁護士登録をした。1930年（昭和5年）、第17回衆議院議員総選挙に千葉3区から出馬し、当選した。立憲民政党に所属。

## 人物
宗教は禅宗。趣味は運動、書画、俳句。住所は東京市牛込区戸山町。

## 逸話
京大在学中、旧京大寄宿舎(吉田寮の前身寄宿舎)に住んでいた。当時の旧寄宿舎には規則や役職がなく「風紀の乱れ」が著しかった。そこで北田は、舎生有志とともに規則と役職を設定、旧寄宿舎の更生に成功した。北田らの作った規則と役職は、自治寮としての旧寄宿舎及び吉田寮の基礎になった。

## 家族・親族
北田家
- 妻・栄子（1890年 - ?、鳥居大路の長女）[2]
- 長女[2]
- 長男[2]
- 二男[2]
- 三男[2]
- 四男[2]

親戚
- 弟・北田正元（外交官）
- 甥・大橋武夫（政治家、官僚）
- 甥・北田正典（実業家）